# Этингер, Йорам
Йорам Этингер-Эйтан (род. 1945, Подмандатная Палестина) — глaва компании US-Israel Opportunities Company, специализирующейся на американо-израильских отношениях. Ранее работал представителем в посольстве Израиля в США и директором пресс-службы правительства.
Известен как составитель «Отчёта Этингера», который утверждает, что демографическая угроза Израилю со стороны палестинских арабов преувеличена и фиктивна.  

## Биография
Родился в Израиле в семье выходцев из Восточной Европы, иммигрировавших в Израиль в рамках пятой алии в 1930-х годах. Он имеет степень бакалавра делового администрирования Техасского университета в Эль-Пасо (1969 г.) и степень магистра делового администрирования Калифорнийского университета в Лос-Анджелесе (1972 г.).
С 1985 по 1988 год был консулом Израиля в Техасе. С 1988 по 1989 год занимал должность директора пресс-службы правительства. Впоследствии, с 1989 по 1992 год, занимал должность делегата в ранге посла в Конгрессе США при посольстве Израиля в Вашингтоне.
Эттингер в настоящее время возглавляет компанию US-Israel Opportunities, предоставляющую услуги бизнес- и политического консалтинга в сфере американо-израильских отношений. 
Эттингер женат на Оре, отец трех дочерей, живет в Иерусалиме.

## «Отчёт Этингера»
Этингер является членом «американо-израильской группы по демографическим исследованиям», которая занимается изучением демографической ситуации в Израиле и особенно на территориях Иудеи и Самарии и сектора Газа. 
Члены исследовательской группы Этингера утверждают, что демографическая угроза, на которую указывают различные исследователи, в том числе профессор Арнон Софер, фиктивна — и данные, на которых она основана, неверны. По его мнению, в последние годы тенденция изменилась, и демография работает в пользу евреев. Это также указывает на многие существенные недостатки в системе переписи населения Центрального статистического бюро.